# Spherillo misellus
Spherillo misellus là một loài chân đều trong họ Armadillidae. Loài này được miêu tả khoa học năm bởi Budde-Lund.1885).